# Maelbeek

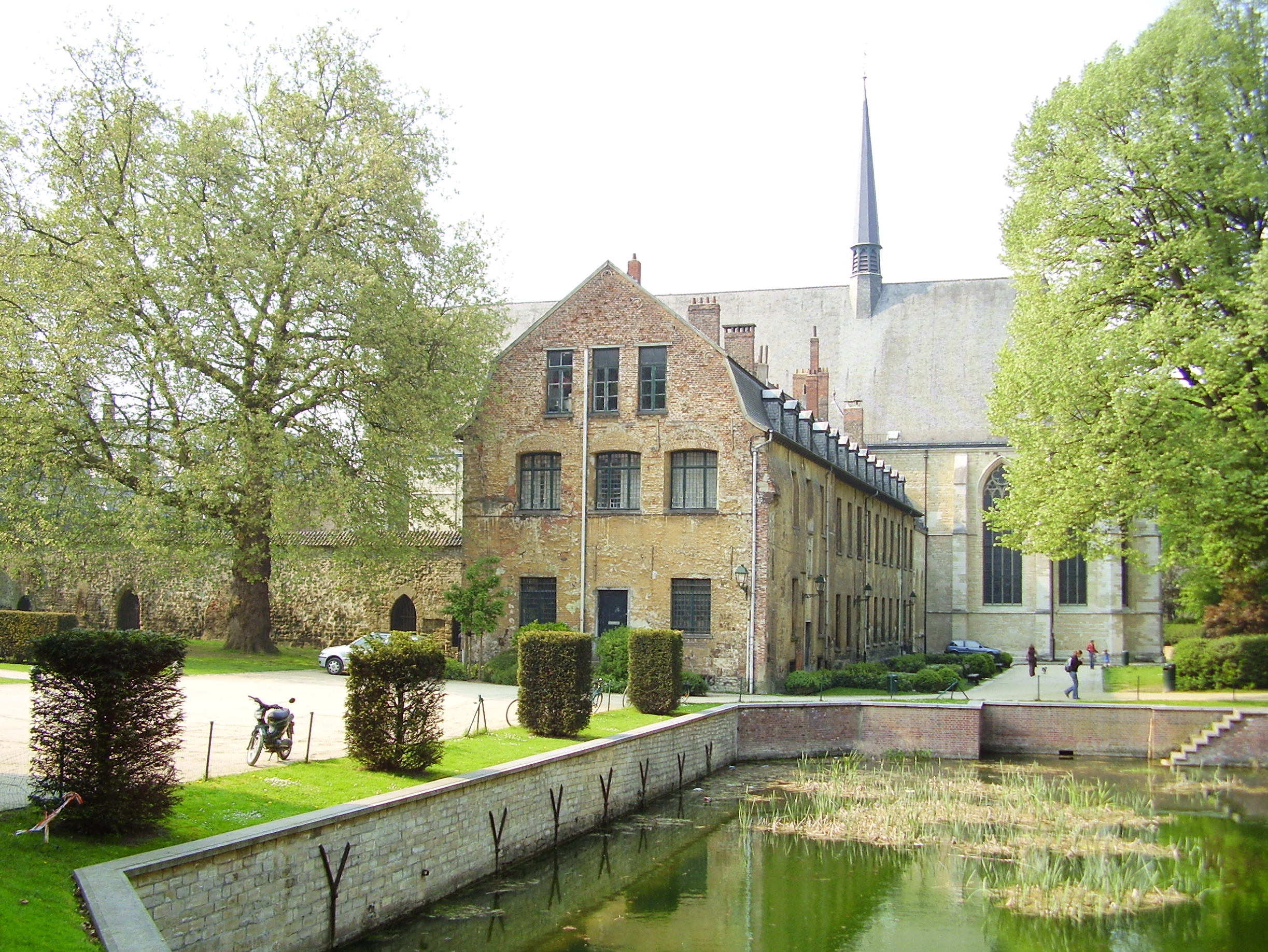
Fuente está en la Abadía de la Cambre

El Maelbeek (en francés) o Maalbeek (en flamenco) es un afluente del río Senne, que se encuentra en Bruselas (Ixelles, Etterbeek, Saint-Josse-ten-Noode y Schaerbeek). Su fuente está en la Abadía de la Cambre.
- Datos: Q506931
- Multimedia: Maelbeek / Q506931